# Камбоджийский скворец
Камбоджийский скворец (лат. Acridotheres burmannicus) — вид птиц семейства скворцовых, обитающий в странах Индокитая: Мьянме, Таиланде, Камбодже, Вьетнаме и Лаосе. Редко встречается на юго-востоке Китая. В пределах ареала обычная птица, особенно в Мьянме и некоторых районах Таиланда. Встречается на открытых местах, в том числе и культивируемых человеком: лужайках, садах, парках, среди зарослей кустарника.

## Описание
Небольшая птица длиной 21—24 см. Оперение головы, шеи и верхней части груди бежевого цвета. Нижняя часть груди и брюхо розовато-серые. Спина тёмно-серая, иногда с небольшим металлическим блеском. Крылья длиной 112—122 см, округлые. Первостепенные маховые перья тёмно-бурые в основании и на конце и контрастно бежевые посередине — во время полёта выглядят тёмными со светлым пятном посередине. Второстепенные маховые бледно-коричневые, более светлые по сравнению с первостепенными. Центральные рулевые перья полностью бурые, остальные с бежевыми окончаниями, постепенно увеличивающимися к краям. Перья на голове удлинённые. Радужная оболочка коричневая. Клюв примерно той же длины, что и голова, слегка загнут на конце, желтовато-оранжевого цвета. Ноги также желтовато-оранжевые. Самцы и самки внешне друг от друга не отличаются. У молодых птиц голова и спина бурые.

## Поведение
Обычно живут оседло, но в случае холодной погоды могут совершать небольшие кочёвки. Большую часть времени проводят на земле, на открытом месте среди травы. Живут стайками, гнёзда сооружают в дуплах деревьев.